# Linia kolejowa Plaue – Themar
Linia kolejowa Plaue – Themar – lokalna, jednotorowa i niezelektryfikowana linia kolejowa w kraju związkowym Turyngia, w Niemczech. Przebiega przez Las Turyński z Plaue przez Ilmenau, Schleusingen do Themar.